# قبة شاطر
قبة شاطر (بالفارسية: شاطر گنبد) هي قبة تاريخية تعود إلى القرن التاسع الهجري، وتقع في مقاطعة ساري.